# Hydrografi
Hydrografi er en gren af anvendt videnskab, der omhandler opmåling og beskrivelse af oceaner, have, kystområder, søer og floder samt forudsigen af, hvordan de vil ændre sig over tid, primært for at sikre sikker navigation og viden til alle andre marineaktiviteter inklusive økonomisk udvikling, sikkerhed og forsvar, videnskabelig forskning og miljøbeskyttelse.